# Aeromonas
Aeromonas è un genere di batteri che comprende bacilli Gram-negativi caratterizzati da elevata mobilità per la presenza di flagelli polari (monotrichi), aerobi facoltativi e morfologicamente simili agli enterobatteri. Sono classificati nella sottoclasse gamma dei proteobatteri.
Gli Aeromonas sono aerobi-anaerobi facoltativi, catalasi e ossidasi positivi. Comprende diverse specie, presenti nelle acque superficiali, parassiti di varie specie di pesci e anfibi.
Clinicamente sono coinvolti in infezioni di ferite e in gastroenteriti, provocate le prime da contatto diretto (in genere acque contaminate) e le seconde da ingestione di cibi contaminati. Sono sensibili a tetracicline, cefalosporine e aminoglucosidi